# Lješnica, Bijelo Polje
Lješnica este un oraș din comuna Bijelo Polje, Muntenegru. Conform datelor de la recensământul din 2003, orașul are 1270 de locuitori (la recensământul din 1991 erau 1105 de locuitori).

## Demografie
În orașul Lješnica locuiesc 890 de persoane adulte, iar vârsta medie a populației este de 32,4 de ani (31,8 la bărbați și 33,1 la femei). În localitate sunt 341 de gospodării, iar numărul mediu de membri în gospodărie este de 3,72. Populația localității este foarte eterogenă.
|  |

| Demografie | Demografie | Demografie |
| An         | Locuitori  | Locuitori  |
| ---------- | ---------- | ---------- |
|            |            |            |
|            |            |            |
|            |            |            |
|            |            |            |
| 1948       | 537        |            |
| 1953       | 596        |            |
| 1961       | 762        |            |
| 1971       | 991        |            |
| 1981       | 1170       |            |
| 1991       | 1105       | 1090       |
| 2003       | 1337       | 1270       |

| \| Componența etnică conform recensământului din 2003[2] \| Componența etnică conform recensământului din 2003[2] \| Componența etnică conform recensământului din 2003[2] \| Componența etnică conform recensământului din 2003[2] \| Componența etnică conform recensământului din 2003[2] \| \| ----------------------------------------------------- \| ----------------------------------------------------- \| ----------------------------------------------------- \| ----------------------------------------------------- \| ----------------------------------------------------- \| \| \| \| \| \| \| \| Sârbi \| Sârbi \| \| 771 \| 60,7% \| \| Muntenegreni \| Muntenegreni \| \| 325 \| 25,59% \| \| Musulmani \| Musulmani \| \| 104 \| 8,18% \| \| Bosniaci \| Bosniaci \| \| 35 \| 2,75% \| \| Iugoslavi \| Iugoslavi \| \| 2 \| 0,15% \| \| Germani \| Germani \| \| 1 \| 0,07% \| \| necunoscută \| necunoscută \| \| 7 \| 0,55% \| |              |  |     |        |
| Componența etnică conform recensământului din 2003 |              |  |     |        |
| |              |  |     |        |
| Sârbi | Sârbi        |  | 771 | 60,7%  |
| Muntenegreni | Muntenegreni |  | 325 | 25,59% |
| Musulmani | Musulmani    |  | 104 | 8,18%  |
| Bosniaci | Bosniaci     |  | 35  | 2,75%  |
| Iugoslavi | Iugoslavi    |  | 2   | 0,15%  |
| Germani | Germani      |  | 1   | 0,07%  |
| necunoscută | necunoscută  |  | 7   | 0,55%  |